# 岩谷技研
岩谷技研（いわやぎけん）は、高高度気球（成層圏バルーン）による遊覧飛行の提供を目指す企業。

## 概要
代表取締役：岩谷圭介（2024年7月現在）。本社は北海道江別市。本社の他、北海道江別市に研究所等を有する。社員数は75名。設立は2016年4月1日。
誰もが“宇宙の入り口”を体験できる！気球による成層圏遊覧を目指す企業。高高度気球を用いて成層圏中層からの「宇宙遊覧フライト」を実施することを想定しており、高度1万8000～2万5000mの運航を予定。
ガス気球やキャビン、キャビン内に装備する生命維持装置などの開発から製造までを一貫して内製化している。たとえば、気球にとって最も重要な技術の１つである、生地同士を圧着させる方法や製造に必要な機器もすべて自社で開発している。

## 飛行試験の経緯[5]
2020年  7月   有人成層圏遊覧プロジェクト始動
2021年  6月   T-3 気密キャビン｜無人打ち上げ試験で気密キャビンを成層圏へ打上／回収
2022年  2月   T-5 キャビン｜有以後留飛行試験で高度30mに到達
2022年  7月   T-5 キャビン｜有人係留飛行試験で高度50mに到達
2022年10月   T-5 キャビン｜有人自由飛行試験で高度50mに到達
2022年11月   T-5 キャビン｜有人自由飛行試験で高度102mに到達
2023年  2月   T-5 キャビン｜有人自由飛行試験で高度408mに到達
2023年  3月   T-5 キャビン｜有人自由飛行試験で高度1,190mに到達
2023年  4月   T-5 キャビン｜有人自由飛行試験で高度2,843mに到達
2023年  7月   T-9 気密キャビン｜有人自由飛行試験で高度6,072mに到達
2023年10月   T-9 気密キャビン｜有人自由飛行試験で高度10,669mに到達
2023年11月   T-10-Ⅲ キャビン｜有人係留飛行試験で高度30mに到達
2024年  4月   T-10-Ⅶ 気密キャビン｜有人自由飛行試験で高度3,690mに到達
2024年  6月   T-10-Ⅶ 気密キャビン｜有人自由飛行試験で高度10,555mに到達
2024年  7月   T-10-Ⅹ 気密キャビン｜有人自由飛行試験で国内初の高度20,816mに到達

## 前史
社長の岩谷圭介は、北海道大学在学中ロケットを学んでいたが、ロケットよりもコストが安く手軽に試せる気球に興味を持ち、海外の学生が小型カメラを気球に取り付け、成層圏を撮影するプロジェクトに成功したというニュースを見たことがきっかけで気球の開発を開始した。以後、小型カメラを搭載して宇宙を撮影するプロジェクトを開始する。
2012年には上空30キロでの成層圏撮影に初めて成功。2013年から2014年ごろ気球を確実に回収できるようになり、市場からの需要に応える形で事業をスタートし、依頼が増えるにつれて徐々に事業を拡大。2016年に法人化した。